# 始平郡
始平郡（しへい-ぐん）は、中国にかつて存在した郡。晋代から南北朝時代にかけて設置された。現在の陝西省中西部に設置されたものを本土とするが、南北朝の分裂のために各地に僑置された。

## 概要
266年（西晋の泰始2年）、京兆郡と扶風郡を分割して、始平郡が立てられた。始平郡は雍州に属し、郡治は槐里県に置かれた。西晋の始平郡は槐里・始平・武功・鄠・蒯城の5県を管轄した。永嘉の乱以後、始平郡の本土は華北の五胡の諸国の統治を受けた。
北魏の太平真君年間、始平郡は扶風郡に併合された。

## 僑置始平郡

### 武当の始平郡
本節では、現在の湖北省丹江口市に設置された始平郡について述べる。雍州が襄陽に僑置されると、始平郡が襄陽に置かれた。後に郡治は武当に移された。南朝宋の始平郡は武当・始平・武功・平陽の4県を管轄した。南朝斉のとき、始平郡は武当・武陽・始平・平陽の4県を管轄した。後に斉興郡と改められた。

### 秦州の始平郡
南朝宋のとき、始平郡は秦州に属し、始平・槐里・宋熙の3県を管轄した。南朝斉のとき、始平郡は始平・槐里・宋熙の3県を管轄した。

### 涪城の始平郡
本節では、現在の四川省綿陽市に設置された始平郡について述べる。東晋のとき、涪城に始平郡が置かれた。西魏のとき、涪城郡と改められた。

### 上洛の始平郡
本節では、現在の陝西省商洛市に設置された始平郡について述べる。500年（北魏の景明元年）、始平郡が立てられた。始平郡は洛州に属し、上洛県1県を管轄した。